# West Pennine Moors

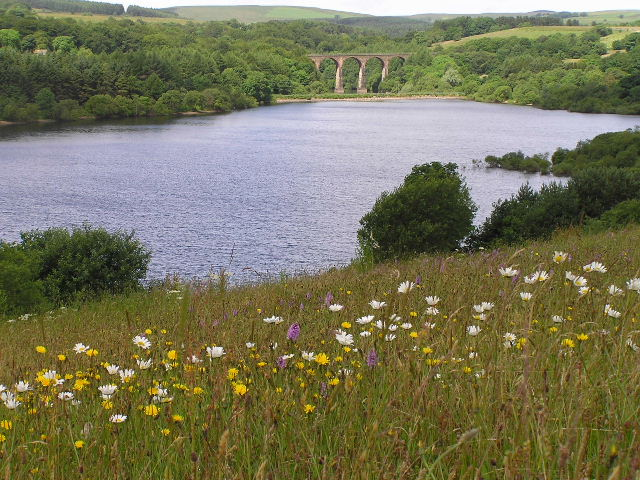
Réservoir de Wayoh

Les West Pennine Moors, ou landes de la Pennine occidentale, forment en Angleterre une partie des Pennines couvrant environ 230 km2 de territoires de landes ou de brandes,  de vallées boisées avec des réservoirs. Elles se trouvent dans le Lancashire et le comté du Grand Manchester.
Les West Pennine Moors sont séparées de la chaîne des Pennines par la vallée de l'Irwell. Ces terres de landes comprennent les landes de Withnell, Anglezarke et Rivington à l'ouest et les landes de Darwen et Turton, les landes d'Oswaldtwistle, et celles de Holcombe.
Ces terres sont plus basses que les Pennines du Sud. Son point le plus élevé est la Winter Hill à 456 mètres.
Des vestiges archéologiques du Néolithique sont présents dans la région. La faune et la flore de ces landes témoignent d'une riche biodiversité.